# ゴンポクアンサウルス
ゴンポクアンサウルスあるいはゴングポクアンサウルス（学名 Gongpoquansaurus、「公婆泉のトカゲ」の意味）は、は基部系統ハドロサウルス上科の恐竜の属であり、2014年まで正式に命名されていなかったため、この名は何年もの間裸名のままだった。ゴンポクアンサウルスは、部分的な頭蓋骨とそれ以外の骨格から構成されている標本IVPP V.11333から知られる。これは1992年に中国甘粛省馬宗山のアルビアン階にあたる中溝累層(新民堡層群)にある産出地IVPP 9208–21から産出した。当時この標本は、1997年に呂君昌によってプロバクトロサウルスの3番目の種として、プロバクトロサウルス・マゾンシャネンシスと命名、記載された。その記載に続き、いくつかの研究では、ハドロサウルス科に関連し、プロバクトロサウルスの模式種よりも派生性が低いことを発見した。したがって、「ゴンポクアンサウルス」は、代替の仮名として、非公式に提案されていた。後の2014年に本種は正式に再記載され、記載者はゴンポクアンサウルスを新属として設立した。